# Oscarverleihung 1954
Übersicht aller ausgezeichneten Filme

◄◄ | ◄ | 1950 | 1951 | 1952 | 1953 | Oscarverleihung 1954 | 1955 | 1956 | 1957 | 1958 | ► | ►►

Weitere Ereignisse
Die Oscarverleihung 1954 fand am 25. März 1954 im RKO Pantages Theatre in Los Angeles und im NBC Century Theatre in New York City statt. Es waren die 26th Annual Academy Awards. Im Jahr der Auszeichnung werden immer Filme des vergangenen Jahres ausgezeichnet, in diesem Fall also die Filme des Jahres 1953.
| Film                         | N  | A |
| ---------------------------- | -- | - |
| Verdammt in alle Ewigkeit    | 13 | 8 |
| Ein Herz und eine Krone      | 10 | 3 |
| Lili                         | 6  | 1 |
| Mein großer Freund Shane     | 6  | 1 |
| Das Gewand                   | 5  | 2 |
| Julius Caesar                | 5  | 1 |
| Schwere Colts in zarter Hand | 3  | 1 |
| Stalag 17                    | 3  | 1 |
| Vorhang auf!                 | 3  | 0 |
| Wolken sind überall          | 3  | 0 |
| Gefährtin seines Lebens      | 2  | 0 |
| Kampf der Welten             | 2  | 0 |
| Die letzte Entscheidung      | 2  | 0 |
| Madame macht Geschichte(n)   | 2  | 1 |
| Man nennt mich Hondo         | 2  | 0 |
| Martin Luther                | 2  | 0 |
| Mogambo                      | 2  | 0 |
| Die Ritter der Tafelrunde    | 2  | 0 |
| Die Thronfolgerin            | 2  | 0 |
| Der Untergang der Titanic    | 2  | 1 |

## Moderation
Donald O’Connor (Los Angeles); Fredric March (New York City)

## Preisträger und Nominierte

### Bester Film
präsentiert von Cecil B. DeMille
Verdammt in alle Ewigkeit (From Here to Eternity) – Buddy Adler
Das Gewand (The Robe) – Frank Ross
Ein Herz und eine Krone (Roman Holiday) – William Wyler
Julius Caesar – John Houseman
Mein großer Freund Shane (Shane) – George Stevens

### Beste Regie
präsentiert von Irene Dunne
Fred Zinnemann – Verdammt in alle Ewigkeit (From Here to Eternity)
George Stevens – Mein großer Freund Shane (Shane)
Charles Walters – Lili
Billy Wilder – Stalag 17
William Wyler – Ein Herz und eine Krone (Roman Holiday)

### Bester Hauptdarsteller
präsentiert von Shirley Booth
William Holden – Stalag 17
Marlon Brando – Julius Caesar
Richard Burton – Das Gewand (The Robe)
Montgomery Clift – Verdammt in alle Ewigkeit (From Here to Eternity)
Burt Lancaster – Verdammt in alle Ewigkeit (From Here to Eternity)

### Beste Hauptdarstellerin
präsentiert von Gary Cooper
Audrey Hepburn – Ein Herz und eine Krone (Roman Holiday)
Leslie Caron – Lili
Ava Gardner – Mogambo
Deborah Kerr – Verdammt in alle Ewigkeit (From Here to Eternity)
Maggie McNamara – Wolken sind überall (The Moon is Blue)

### Bester Nebendarsteller
präsentiert von Mercedes McCambridge
Frank Sinatra – Verdammt in alle Ewigkeit (From Here to Eternity)
Eddie Albert – Ein Herz und eine Krone (Roman Holiday)
Brandon De Wilde – Mein großer Freund Shane (Shane)
Jack Palance – Mein großer Freund Shane (Shane)
Robert Strauss – Stalag 17

### Beste Nebendarstellerin
präsentiert von Walter Brennan
Donna Reed – Verdammt in alle Ewigkeit (From Here to Eternity)
Grace Kelly – Mogambo
Geraldine Page – Man nennt mich Hondo (Hondo)
Marjorie Rambeau – Herzen im Fieber (Torch Song)
Thelma Ritter – Polizei greift ein (Pickup on South Street)

### Bestes Originaldrehbuch
präsentiert von Kirk Douglas
Charles Brackett, Richard L. Breen, Walter Reisch – Der Untergang der Titanic (Titanic)
Harold Jack Bloom, Sam Rolfe – Nackte Gewalt (The Naked Spur)
Betty Comden, Adolph Green – Vorhang auf! (The Band Wagon)
Millard Kaufman – Sprung auf, marsch, marsch! (Take the High Ground!)
Richard Murphy – Die Wüstenratten (The Desert Rats)

### Bestes adaptiertes Drehbuch
präsentiert von Kirk Douglas
Daniel Taradash – Verdammt in alle Ewigkeit (From Here to Eternity)
Eric Ambler – Der große Atlantik (The Cruel Sea)
Helen Deutsch – Lili
John Dighton, Ian McLellan Hunter – Ein Herz und eine Krone (Roman Holiday)
A. B. Guthrie Junior – Mein großer Freund Shane (Shane)

### Beste Originalgeschichte
präsentiert von Kirk Douglas
Dalton Trumbo – Ein Herz und eine Krone (Roman Holiday) Der Oscar ging ursprünglich an Ian McLellan Hunter. Im Dezember 1992 entschied die Academy, Ian McLellan Hunter aus den Credits zu streichen und den Preis postum an Dalton Trumbo zu vergeben.
Ray Ashley, Morris Engel, Ruth Orkin – Der kleine Ausreißer (Little Fugitive)
Alec Coppel – Der Schlüssel zum Paradies (The Captain’s Paradise)
Beirne Lay junior – Die letzte Entscheidung (Above and Beyond)
Ursprünglich war in der Kategorie auch Louis L’Amour für Man nennt mich Hondo (Hondo) nominiert, das Drehbuch basierte jedoch auf der Kurzgeschichte L’Amours The Gift of Cochise und war daher in dieser Kategorie nicht zugelassen. Nachdem L’Amour die Academy darüber informiert hatte, wurde der Film aus der Wertung genommen.

### Beste Kamera (Schwarzweißfilm)
präsentiert von Lex Barker und Lana Turner
Burnett Guffey – Verdammt in alle Ewigkeit (From Here to Eternity)
Henri Alekan, Franz Planer – Ein Herz und eine Krone (Roman Holiday)
Joseph C. Brun – Martin Luther
Hal Mohr – Das Himmelbett (The Four Poster)
Joseph Ruttenberg – Julius Caesar

### Beste Kamera (Farbfilm)
präsentiert von Lex Barker und Lana Turner
Loyal Griggs – Mein großer Freund Shane (Shane)
George J. Folsey – Die schwarze Perle (All the Brothers were valiant)
Edward Cronjager – Das Höllenriff (Beneath the 12-Mile Reef)
Robert H. Planck – Lili
Leon Shamroy – Das Gewand (The Robe)

### Bestes Szenenbild (Schwarzweißfilm)
präsentiert von Gower Champion und Marge Champion
Edward C. Carfagno, Cedric Gibbons, Hugh Hunt, Edwin B. Willis – Julius Caesar
Paul S. Fox, Leland Fuller, Lyle R. Wheeler – Gefährtin seines Lebens (The President’s Lady)
Paul Markwitz, Fritz Maurischat – Martin Luther
Hal Pereira, Walter H. Tyler – Ein Herz und eine Krone (Roman Holiday)
Maurice Ransford, Stuart A. Reiss, Lyle R. Wheeler – Der Untergang der Titanic (Titanic)

### Bestes Szenenbild (Farbfilm)
präsentiert von Gower Champion und Marge Champion
Paul S. Fox, George W. Davis, Walter M. Scott, Lyle R. Wheeler – Das Gewand (The Robe)
E. Preston Ames, Edward C. Carfagno, Cedric Gibbons, F. Keogh Gleason, Arthur Krams, Jack D. Moore, Gabriel Scognamillo, Edwin B. Willis – War es die große Liebe? (The Story of Three Loves)
Cedric Gibbons, Paul Groesse, Arthur Krams, Edwin B. Willis – Lili
Cedric Gibbons, Urie McCleary, Jack D. Moore, Edwin B. Willis – Die Thronfolgerin (Young Bass)
John Jarvis, Alfred Junge, Hans O. Peters – Die Ritter der Tafelrunde (Knights of the Round Table)

### Bestes Kostüm-Design (Schwarzweißfilm)
präsentiert von Gene Tierney
Edith Head – Ein Herz und eine Krone (Roman Holiday)
Charles Le Maire, Renié – Gefährtin seines Lebens (The President’s Lady)
Jean Louis – Verdammt in alle Ewigkeit (From Here to Eternity)
Herschel McCoy, Helen Rose – Du und keine andere (Dream Wife)
Walter Plunkett – Theaterfieber (The Actress)

### Bestes Kostüm-Design (Farbfilm)
präsentiert von Gene Tierney
Charles Le Maire, Emile Santiago – Das Gewand (The Robe)
Charles Le Maire, Travilla – Wie angelt man sich einen Millionär? (How to Marry a Millionaire)
Mary Ann Nyberg – Vorhang auf! (The Band Wagon)
Walter Plunkett – Die Thronfolgerin (Young Bess)
Irene Sharaff – Madame macht Geschichte(n) (Call Me Madam)

### Beste Filmmusik (Drama/Komödie)
präsentiert von Arthur Freed
Bronisław Kaper – Lili
George Duning, Morris Stoloff – Verdammt in alle Ewigkeit (From Here to Eternity)
Louis Forbes – Das ist Cinerama (This is Cinerama)
Hugo Friedhofer – Die letzte Entscheidung (Above and Beyond)
Miklós Rózsa – Julius Caesar

### Beste Filmmusik (Musical)
präsentiert von Arthur Freed
Alfred Newman – Madame macht Geschichte(n) (Call Me Madam)
Saul Chaplin, André Previn – Küß mich, Kätchen! (Kiss Me Kate)
Adolph Deutsch – Vorhang auf! (The Band Wagon)
Ray Heindorf – Schwere Colts in zarter Hand (Calamity Jane)
Friedrich Hollaender, Morris Stoloff – Die 5000 Finger des Dr. T. (The 5,000 Fingers of Dr. T.)

### Bester Song
präsentiert von Arthur Freed
„Secret Love“ aus Schwere Colts in zarter Hand (Calamity Jane) – Sammy Fain, Paul Francis Webster
„Blue Pacific Blues“ aus Fegefeuer (Miss Sadie Thompson) – Lester Lee, Ned Washington
„The Moon Is Blue“ aus Wolken sind überall (The Moon Is Blue) – Sylvia Fine, Herschel Burke Gilbert
„My Flaming Heart“ aus Small Town Girl – Nikolaus Brodszky, Leo Robin
„That’s Amore“ aus Der Tolpatsch (The Caddy) – Jack Brooks, Harry Warren

### Bester Schnitt
präsentiert von Esther Williams
William A. Lyon – Verdammt in alle Ewigkeit (From Here to Eternity)
Everett Douglas – Kampf der Welten (The War of the Worlds)
Otto Ludwig – Wolken sind überall (The Moon is Blue)
Robert Swink – Ein Herz und eine Krone (Roman Holiday)
Cotton Warburton – Crazylegs

### Bester Ton
präsentiert von Jack Webb
John P. Livadary – Verdammt in alle Ewigkeit (From Here to Eternity)
Leslie I. Carey – Die Welt gehört ihm (The Mississippi Gambler)
William A. Mueller – Schwere Colts in zarter Hand (Calamity Jane)
Loren L. Ryder – Kampf der Welten (The War of the Worlds)
A. W. Watkins – Die Ritter der Tafelrunde (Knights of the Round Table)

### Beste Visuelle Effekte
präsentiert von Merle Oberon
Gordon Jennings – Kampf der Welten (The War of the Worlds)

### Bester animierter Kurzfilm (Cartoon)
präsentiert von Keefe Brasselle und Marilyn Erskine
Die Musikstunde (Toot Whistle Plunk and Boom) – Walt Disney
Christopher Crumpet – Stephen Bosustow
From A to Z-Z-Z-Z – Eddie Selzer
Donald auf Bärenjagd (Rugged Bear) – Walt Disney
The Tell-Tale Heart – Stephen Bosustow

### Bester Kurzfilm (2 Filmrollen)
präsentiert von Keefe Brasselle und Marilyn Erskine
Im Lande der Bären (Bear Country) – Walt Disney
Ben und Ich (Ben and Me) – Walt Disney
Rückkehr nach Glennascaul (Return to Glennascaul) – Dublin Gate Theatre Prod.
Vesuvius Express – Otto Lang
Winter Paradise – Cedric Francis

### Bester Kurzfilm (1 Filmrolle)
präsentiert von Keefe Brasselle und Marilyn Erskine
Overture to The Merry Wives of Windsor – Johnny Green
Christ Among the Primitives – Vincenzo Lucci-Chiarissi
Herring Hunt – National Film Board of Canada
Joy of Living; The Art of Renoir – Boris Vermont
Wee Water Wonders – Jack Eaton

### Dokumentarfilm (Kurzfilm)
präsentiert von Elizabeth Taylor und Michael Wilding
The Alaskan Eskimo – Walt Disney
The Living City – John Barnes
Operation Blue Jay – United States Army Signal Corps
They Planted a Stone – James Carr
The Word – John Adams, John Healy

### Dokumentarfilm (Langform)
präsentiert von Elizabeth Taylor und Michael Wilding
Die Wüste lebt (The Living Desert) – James Algar, Walt Disney
Die Bezwingung des Everest (The Conquest of Everest) – John Taylor, Leon Clore, Grahame Tharp
Eine Königin wird gekrönt (A Queen Is Crowned) – Castleton Knight

## Ehrenpreise

### Ehrenoscar
präsentiert von Charles Brackett
Pete Smith für seine Reihe Pete Smith Specialties
20th Century-Fox Film Corp. für die Einführung von CinemaScope
Joseph Breen für sein vorbildliches Management beim Produzieren von Filmen
Bell and Howell Co. für Verdienste um die Filmindustrie

### Irving G. Thalberg Memorial Award
präsentiert von David O. Selznick
George Stevens

### Academy Award of Merit
Henri Chrétien, Earl Sponable, Sol Halprin, Lorin Grignon, Herbert E. Bragg, Carlton W. Faulkner
Fred Waller

### Scientific and Engineering Award
Reeves Soundcraft Corporation

### Technical Achievement Award
Westrex Corp.